# Phyllanthopsis
Phyllanthopsis är ett släkte av emblikaväxter. Phyllanthopsis ingår i familjen emblikaväxter.
Kladogram enligt Catalogue of Life:
| Phyllanthopsis | \| \| Phyllanthopsis arida \| \| \| \| \| \| Phyllanthopsis phyllanthoides \| \| \| \| |
|                | \| \| Phyllanthopsis arida \| \| \| \| \| \| Phyllanthopsis phyllanthoides \| \| \| \| |
|                | Phyllanthopsis arida                                                                   |
|                |                                                                                        |
|                | Phyllanthopsis phyllanthoides                                                          |
|                |                                                                                        |

## Bildgalleri

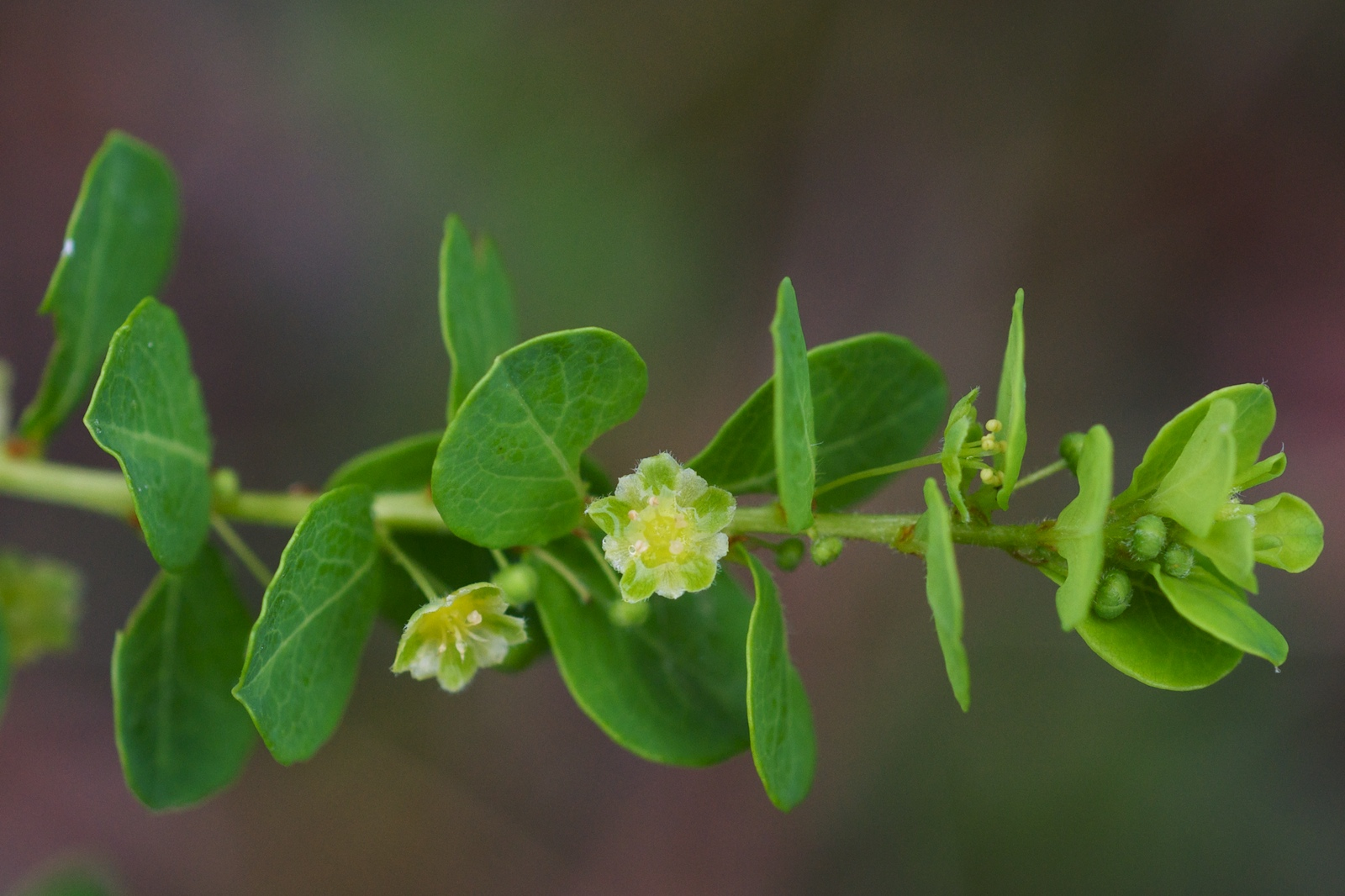